# میونیتسا
میونیتسا (به صربی: Mionica) یک شهرستان در صربستان است که در ناحیه کولوبارا واقع شده‌است. میونیتسا ۱۸۹ متر بالاتر از سطح دریا واقع شده‌است.

## خواهرخوانده
شهر توماشوف مازوویتسکی خواهرخواندهٔ میونیتسا هست.